# Dan Ar Braz
Daniel Le Bras (Quimper, Bretaña; 15 de enero de 1949), más conocido como Dan Ar Braz, es un cantautor francés, fundador de Héritage des Celtes.

## Biografía
Ha cosechado una gran éxito en Europa, América y Australia con su música, inspirada en el sonido de Bretaña, música celta y New Age.
Su carrera comenzó en la década de 1960, y formó parte de varias formaciones combinado con trabajos en solitario con mucho éxito en las dos décadas posteriores. En 1993 funda "L'Héritage des Celtes", formado por unos 75 músicos, debutando en el gran Festival de Cornouaille de Quimper, en un show donde se fusionó la música tradicional y sonidos modernos. Grabaron un disco con el que vendieron 100,000 copias. En 1996 representan a Francia en el Festival de la Canción de Eurovisión en Oslo. Llevaron el tema Diwanit bugale en bretón (por primera vez en la historia del festival), una gran composición de claro sonido celta. La versión para el directo de Eurovisión tuvo que acortar un solo de gaita por exceder el tiempo permitido.
En 1998 ganaron el premio al mejor álbum tradicional del año en los premios Victoires de la musique por "Finisterres". El grupo se disolvió en 2000 tras el Festival Intercéltico de Lorient. Dan Ar Braz continuó su carrera en solitario.

## Discografía
- Stations (1974)
- Irish Reels, Jigs, Airs & Hornpipes (1975)
- Douar Nevez (1977)
- Allez dire à la ville (1978)
- The Earth's Lament (1979)
- Acoustic (1981)
- Music For the Silences To Come (1985)
- Septembre bleu (1988)
- Songs (1990)
- Frontiers de sel/Borders Of Salt (1991)
- Les Îles de la memoire: Compilation (1992)
- Rêve de Siam (Banda Sonora) - (1992)
- Xavier Grall chanté par Dan Ar Braz - (1992)
- Theme For The Green Lands - (1994)
- Kindred Spirit - (1995)
- L'Héritage des Celtes -(1995)
- L'Héritage des Celtes - Live (1997)
- L'Héritage des Celtes - Finisterres (1997)
- Septembre Bleu (2000)
- L'Héritage des Celtes - Zenith (2001)
- La Mémoire des volets blancs (2001)
- Celtiques (2003)
- À Toi Et Ceux (2004)
- Frontières de sel (2006) DVD&CD
- Les Perches du Nil (2007)
- Comptines celtiques et d'ailleurs (2009)
- Celebration (2012)